# Баста (музыкант)
Ба́ста (настоящее имя — Васи́лий Миха́йлович Вакуле́нко; род. 20 апреля 1980, Ростов-на-Дону) — российский рэпер, музыкант, битмейкер, композитор, ютубер, телерадиоведущий, актёр, сценарист, режиссёр и продюсер. С 2007 года — совладелец лейбла Gazgolder. С октября 2019 года — владелец футбольного клуба СКА (Ростов-на-Дону). С 2019 года стал одним из соучредителей (доля 15 %) запущенной в Москве сети ресторанов «Frank by Баста» (родоначальник — петербургская сеть рёберных «Frank» — не имеет к нему никакого отношения). В новой франшизе отвечает за рост узнаваемости.
Также известен под творческими псевдонимами и проектами Ногга́но, N1NT3ND0 (Нинте́ндо), Gorilla Zippo; ранее — Баста Хрю и Баста Басти́лио. Бывший участник коллективов «Уличные звуки» (1996), «Каста» (1997—1998), «Свободная зона» (1999—2001) и Bratia Stereo (2011—2018).
В 2011 году был ведущим на радио Next FM, затем — ведущим «Хип-Хоп ТВ» на «Газгольдере». Наставник в четвёртом (2015), седьмом (2018), девятом (2020), одиннадцатом (2023) и тринадцатом (2025) сезонах телешоу «Голос», в пятом (2018), седьмом (2020), восьмом (2021), девятом (2022) и десятом (2022—2023) сезонах проекта «Голос. Дети». В 2016—2017 годах — ведущий эфиров «Gazgolder Live» на радиостанции DFM. В 2017 году был членом жюри в проекте «Голос улиц» на телеканале «Пятница!». В 2019 году — член жюри второго сезона шоу «Песни» на телеканале ТНТ. Ведёт на своём Youtube-канале авторские шоу «Вопрос ребром», «MC Taxi», «Музыкалити» и «Gazlive».

## Биография

### Происхождение
Василий Вакуленко родился в семье военных. Бабушка и дедушка Василия были родом из Украинской ССР. Учился в общеобразовательной школе № 32 города Ростова-на-Дону, помимо этого, занимался в музыкальной школе (куда его определила бабушка со словами: «Ты сейчас мучаешься, внучок, играешь, а потом вырастешь и тебе это пригодится»). В 15 лет впервые попробовал писать рэп, собрал свою группу. Поступил в училище на дирижёрское отделение, однако был отчислен в связи с неуспеваемостью. Самым жизненным и притягательным для Василия стал хип-хоп (тогда это были Wu-Tang Clan, Ol’dirty Bastard, Busta Rhymes и звёзды хип-хопа того времени).

### Первые успехи
В 16—17 лет слушал много разной музыки, сам пробовал читать рэп. В 1997 году стал участником группы «Психолирик», которая в 1999 году была преобразована в «Касту». Вакуленко стал известен как Баста Хрю (изначально — просто Хрю). Его первая песня «Город» вошла в альбом «Первый удар» группы «Психолирик». С этого момента Баста — активный участник ростовского рэп-движения; при этом он движется в своём направлении, более лиричном и мелодичном.
В 18 лет написал песню «Моя игра» и исполнил её во время масштабного мероприятия в ростовском Дворце спорта; впоследствии Баста отмечал, что именно после этого выступления он ощутил себя «знаменитым». После этого успеха начал активно работать как музыкант, выступал с концертами в Ростове и по побережью Чёрного моря, в Краснодарском крае, по городам Северного Кавказа. Программа делалась с близким другом Игорем Железкой. Выступления проходили и на маленьких площадках, и на больших. Вместе они собирали по 6—7 тысяч человек, выступали на обычных городских концертах.
Затем Баста пропал с больших площадок на несколько лет. В 2002 году Юрий Волос, один из друзей, предложил Басте сделать студию и писать музыку дома. Вакуленко восстановил старые песни, написал новые тексты, новые мелодии. Баста с Волосом приехали в Москву в поисках возможности сотрудничества с каким-нибудь звукозаписывающим лейблом. Один из демодисков попал в руки Богдану Титомиру, который и привёл Басту и его товарищей в творческое объединение «Gazgolder».

### 2006—2010
В 2006 году вышел дебютный альбом «Баста 1», клип «Осень» попал на телевидение. Вакуленко познакомился со Смоки Мо и Гуфом. Бо́льшая известность пришла после того, как Баста принял участие в клипе группы Centr «Город дорог». В 2008 году совместный клип получил премию MTV Russia Music Awards.
Второй альбом «Баста 2» вышел в 2007 году и стал хитом продаж. В том же году в творчестве Вакуленко появляется персонаж Ноггано. Тогда Василий уже выступал под псевдонимом Баста и читал лиричные треки. 1 апреля 2008 года состоялся первый релиз от имени Ноггано.
В 2008 году появляется проект N1NT3ND0 (Нинтендо), жанр которого сам исполнитель характеризует как «кибер-гэнг», то есть предельно брутальный рэп, действие которого как будто бы происходит в пространстве видеоигры (за образец места действия взят Ростов-на-Дону 1990-х годов). В текстах песен проекта лежит серьёзная тематика со специальным звуком и специальной манерой исполнения. Музыкальная составляющая сформирована из синтеза брейк-бита, техно, электронных семплов и своеобразного южного стиля хип-хопа (трэпа). Причиной названия проекта послужил перевод слова «Nin-Ten-Do» с японского, разбитого по слогам, что означает «Мы выполняем свою работу качественно и ждём результатов».
1 сентября 2009 года вышел второй альбом Ноггано. В первую неделю пластинка заняла 1-е место российского чарта продаж.
Весной 2010 года Баста выпускает третий сольный альбом, а 10 ноября появляется совместная работа с московским рэпером Гуфом.

### 2011—2014
В январе 2011 года вышел альбом «ГлаЗ» одноимённого сайд-проекта, участники которого не выносят имён на обложку — но не слишком-то и конспирируются: в нём состояли Баста, Купэ и 5 Плюх. Однако никаких подробностей и конкретной информации о проекте в дальнейшем не последовало.
Также в 2011 году Василий Вакуленко начинает работу над новым электронным проектом с названием Bratia Stereo. В проекте также участвуют Купэ и множество других музыкантов, которые играют микс из хауса, дабстепа, минимал-техно, техно, хип-хопа, рока и других самых разных музыкальных направлений.
3 октября 2011 года состоялся релиз альбома N1NT3ND0. Параллельно с этим произошёл релиз и на физических носителях.
20 апреля 2013 года Баста выпустил четвёртый сольный альбом, в котором приняли участие певица Тати, рэперы Смоки Мо и Рем Дигга, украинские группы «Нервы» и Green Grey, хор «Адели».
По завершении 2013 года Баста вошёл в список 15 российских артистов года по версии журнала Time Out, а альбом «Баста 4» занял 3-е место в числе самых продаваемых альбомов по итогам российского отделения iTunes, в отдельности став самой успешной хип-хоп работой.
20 июля 2013 года на «Первом канале» состоялась премьера документального фильма «Владимир Маяковский. Третий лишний», в котором Вакуленко принял участие, исполнив стихи Маяковского. 5 сентября, к 80-летнему юбилею Эрика Булатова телеканал «Культура» представил документальный фильм о художнике «Весна во Флоренции», музыку к которому написал Вакуленко.
21 октября 2013 года состоялась официальная премьера первого трека Bratia Stereo «Supa Life» в iTunes. Сам же дебютный двойной альбом был бесплатно выложен на сайте лейбла Gazgolder 29 декабря.
24 апреля 2014 года Вакуленко в качестве режиссёра, продюсера, сценариста, композитора и главного героя представил полнометражный фильм «Газгольдер», выходивший в кинопрокат два раза. Фильм получил множество отрицательной критики.

### 2015—2020

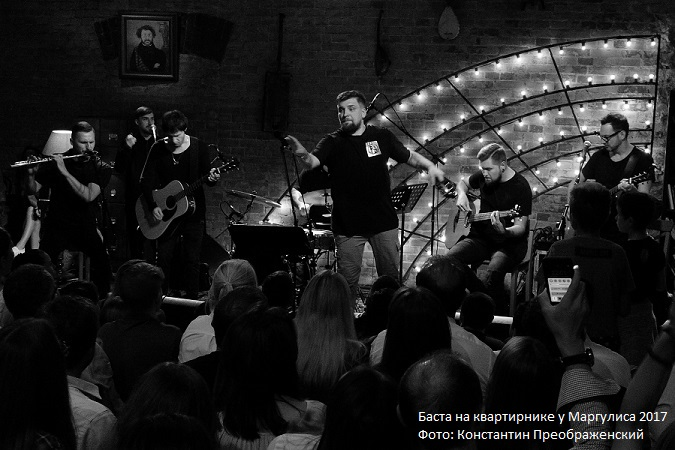
Баста на концерте-квартирнике у Евгения Маргулиса, 2017

В полночь 1 января 2015 года на публичной странице объединения Gazgolder появилась совместная работа «Баста / Смоки Мо». По итогам первой недели цифровых продаж альбом занял первое место в российском iTunes и четвёртое место в Google Play.
23 апреля 2015 года Баста с симфоническим оркестром первым из российских рэперов выступил на самой большой концертной площадке Москвы — стадионе «Олимпийский».
С сентября по декабрь 2015 года Баста был наставником в четвёртом сезоне телешоу «Голос», где собрал самую интернациональную команду.
В сентябре 2015 года в видеоинтервью порталу Газета.Ru Баста сообщил о том, что выпуск альбома «Баста 5» запланирован на 20 апреля 2016 года. Также было заявлено о том, что в ближайшее время должна начаться работа над второй частью фильма Gazgolder. Первая часть альбома «Баста 5» появилась в Apple Music 20 апреля 2016 года. Вторая часть альбома появилась 13 мая 2016 года. Презентация альбома прошла в Государственном Кремлёвском дворце.
В феврале 2016 года в клубе «Газгольдер» состоялся закрытый показ фильма «Ке-ды» режиссёра Сергея Соловьёва, в котором в роли военного участвовал Вакуленко. К фильму Бастой было записано три песни и снято два клипа. Также в список саундтреков вошли и другие композиции Вакуленко.
Вакуленко вместе с рядом других известных музыкантов в августе 2016 года, после выхода в апреле из «Российского авторского общества», вошёл в Совет «Российского авторского союза» — организацию, созданную музыкантами для совместного управления авторскими правами.
В 2016 году издание Forbes оценило доход Вакуленко в 1,8 млн долларов и поставило музыканта на 17-е место в рейтинге главных российских знаменитостей в 2016 году. Составление топа учитывалось такими факторами, как доходы за год, внимание СМИ и интерес аудитории в Интернете.
31 декабря 2016 года Вакуленко выпустил альбом «Лакшери» от имени Ноггано. Первым синглом альбома стала композиция «No Banditos». Вторым — «Бра-за-Бро», совместный трек с Купэ. Третьим синглом альбома стала композиция «Ролексы». Всего в альбоме 35 треков.
22 апреля 2017 года концерт Басты в 360° собрал аншлаг на площадке спортивного комплекса «Олимпийский» — 36 тысяч зрителей.
Осенью 2017 года Баста стал голосом мобильного приложения «Яндекс.Навигатор», а позднее, вместе с Ресторатором, — членом жюри в проекте «Голос улиц» телеканала «Пятница!». Также он стал автором заглавного трека к сериалу «Улица» на ТНТ.
В январе 2018 года включён Министерством культуры Украины в список лиц, угрожающих национальной безопасности Украины, а 7 января 2023 года, на фоне вторжения России на Украину внесен в санкционный список Украины «за посещение оккупированных территорий после начала вторжения, участие в пропагандистских концертах, публичную поддержку войны и режима Путина».
В феврале 2018 стал наставником в пятом сезоне телепередачи «Голос. Дети». Также отсудил противостояние между Гуфом и Птахой в рэп-баттле Versus Battle, где свой голос отдал в пользу Гуфа.
Является послом футбольного ЧМ-2018 от Ростова-на-Дону.
По завершении ЧМ-2018 по футболу выступил 29 сентября 2018 года с сольным концертом на стадионе Ростов Арена в присутствии 35 тысяч зрителей. На следующий день, 30 сентября 2018 года, выступил с концертом в Олимпийском парке в городе Сочи с завершающим концертом на Гран-при России 2018 года, этапе чемпионата мира «Формулы-1».
10 декабря 2018 года стало известно, что Баста станет первым исполнителем в жанре рэп, который выступит в рамках новогодней программы «Голубой огонёк», которую многие критиковали за отсутствие новых имён и форматов.
21 мая 2019 года Баста запустил свой бренд аудиотехники «Z».
В 2019 году песне «Моя игра» исполнилось 20 лет, в честь этого музыкант в рубрике «История одной песни» сайта «Афиша Daily» рассказал историю создания известной композиции
С октября 2019 года — владелец футбольного клуба СКА Ростов-на-Дону. В том же году в Санкт-Петербурге открыл первый ресторан под брендом «Frank by Баста», в последствий переросший в сеть ресторанов по России и странам СНГ.
В 2019 году стал лицом бренда «Открытие».
Автор детских книг в серии «Сказки от Басты» (издательство «Эксмо»).
В свой сорокалетний юбилей выпустил трек #Баста40 и анонсировал альбом «Баста 40», официальная дата выхода которого запланирована на 20 ноября.
24 апреля 2020 года Баста выпустил на youtube-канале лейбла Gazgolder 4-часовой live-сет своего нового электронного проекта Gorilla Zippo. Видео было снято на крыше одного из домов в знаменитом арт-районе Майами Wynwood Art District. На протяжении всего выступления Василий вместе с коллегами играет хаус с элементами других стилей электронной музыки. При этом он практически не использует микрофон, поскольку Gorilla Zippo — это в первую очередь инструментальный проект с минимумом вокала.
20 ноября 2020 года вышел альбом «Баста 40», в который вошли 23 трека. В альбоме есть совместные треки со Скриптонитом, T-Fest, Noize MC, ATL, Эрикой Лундмоен и Anikv. «40 лет — это черта, половина жизни при хорошем раскладе. Нужно было оглянуться, посмотреть на себя и поговорить о чём-то серьёзном, — рассказывает Василий Вакуленко в интервью Apple Music об альбоме „Баста 40“, который он выпускает в свой юбилейный год. — Для меня этот альбом — рассказ о себе за все 40 лет жизни, — продолжает Баста. — Это диалог с самим собой 18-летним. Каким я хотел быть в 18? Кем я стал? Какие моменты я хотел бы исправить в своей жизни?»
В ноябре 2020 года, в период пандемии, рэпер дал два концерта в Санкт-Петербурге, которые посетили суммарно около 12,5 тысяч человек. Глава Роспотребнадзора Анна Попова заявила, что в «сложной» ситуации распространения коронавирусной инфекции «недопустимо проводить такого рода мероприятия» и подвергать риску здоровье и жизни большого числа людей. Музыкант же уверял, что все необходимые меры безопасности на концерте были соблюдены. После расследования Ледовому дворцу в Петербурге был вынесен протокол о приостановлении его действия, а материалы переданы в суд.

### 2021 — настоящее время
17 февраля 2021 года Баста совместно с рэпером Rickey F выпустил трек «Криоген».
28 марта 2023 года Баста дал неанонсированный мини-концерт на станции Московского метрополитена «Курская» на площадке проекта «Музыка в метро».
В 2024 Баста основал репкор-группу RABOCHIY GORODOK, которая 12 апреля этого же года выпустила альбом «Lombard» состоящий из 15 треков.
Куратор проекта музыкального проекта «VK Музыка Трамплин», в 2024 году записал сингл с победительницей Вассой Железновой «Больше чем всё», песня вошла в топ-100 хит-парадов VK в России, Беларуси и Азербайджане.

## Конфликты

### Конфликт с Децлом
В августе 2016 года творческое объединение Gazgolder проводило традиционный фестиваль под открытым небом на территории завода «Арма». Исполнители не смогли уложиться в рамки времени, установленного так называемым «законом о тишине», после чего рэп-исполнитель Кирилл Толмацкий, более известный как Децл, прежде постоянный посетитель клуба «Газгольдер», в своём Твиттере опубликовал серию твитов с нелестными словами в адрес объединения, а позднее пожаловался на громкий звук по ночам из самого клуба. Баста не остался в стороне и отреагировал: «Децл — лохматое чмо».
28 сентября 2016 года Децл подал в суд на Василия Вакуленко за нанесённые ему публичные оскорбления. В иске была указана сумма в 1 миллион рублей за причинение морального ущерба, однако, по словам Толмацкого, деньги ему не нужны — достаточно публичных извинений. Баста заявил, что «извиняться ни публично, ни в каком другом формате» не будет.
Заседание суда прошло 7 декабря 2016 года в Октябрьском суде города Ростова-на-Дону с участием ответчика и без участия истца. Суд постановил: «компенсацию морального вреда удовлетворить частично, взыскать компенсацию морального вреда в размере 50 тысяч рублей. В остальной части иска отказать». Также лингвистическая комиссия определила, что определение «чмо» не может квалифицироваться неприличным.
В июне 2017 года Децл вновь отозвался о «Газгольдере» в негативном ключе, в частности, прошёлся по Скриптониту и назвал его «гастарбайтером из Узбекистана». По его мнению, успех артиста заключается лишь в слаженной работе SMM-специалистов, совладельца лейбла Евгения Антимония и гастрольных менеджеров и что на месте Скриптонита мог оказаться кто угодно. Баста в ответ принялся троллить Толмацкого в Твиттере. Первая запись была «ДЦЛЛХМТЧМ» (то есть «Децл — лохматое чмо»), а спустя некоторое время он посчитал, что Кирилл Толмацкий — гермафродит.
Заявитель Децл подал четыре исковых заявления в суд в общей сумме требуемой компенсации морального вреда — 4 миллиона рублей. Первое слушание прошло 13 июля, где стало известно, что представители Децла выступают против допуска СМИ на заседания. «Газгольдер» категорически против этого: «Мы за открытый процесс, за то, чтобы пресса присутствовала в зале, чтобы каждый журналист лично видел и слышал то, что происходит в зале суда, а не получал информацию о деле от посредников, искажающих факты». Следующее заседание прошло 15 августа в Ростове-на-Дону. Суд отклонил ходатайство Василия Вакуленко о проведении экспертизы с целью определения, является ли Децл гермафродитом, и обязал Басту выплатить Толмацкому 350 тысяч рублей.

### Конфликт с «Немагией»
В 2014 году творческий коллектив Nemagia, состоящий из двух юмористов из города Кемерово, в сатирической форме разобрали фильм «Газгольдер», режиссёром, продюсером и сценаристом которого является Василий Вакуленко. Последний негативно прокомментировал этот обзор, назвав такой юмор неудачным, приведя в пример видеоблогера BadComedian, обзор фильма которого Баста оценил.
Получив много просмотров, блогеры продолжили делать обзоры на участников объединения Gazgolder, посвятив ещё один ролик Словетскому и Тати. В конце ролика Nemagia попросила подписчиков ставить лайки для появления матери Василия в следующем обзоре.
Баста попросил блогеров воздержаться от продолжения этой темы, но видеоблогеры продолжили шутить в подобной манере, упоминая мать Басты в своих роликах и прямых трансляциях. 1 декабря 2016 года блогеры выложили на YouTube видеоролик о рэпере, в котором сравнили его мать с порноактрисой Феникс Мари. После этого Баста в «Твиттере» пригрозил блогерам найти их матерей и «побеседовать с ними». Рэпер потребовал извинения, так как один из видеороликов посмотрела его мама, и сказанные блогерами слова её расстроили, и он такой юмор не понимает. В «Твиттере» он объявил «конкурс» для жителей Кузбасса, суть которого найти «Немагию» и сделать «экстремальное фото или видео с ними», победитель конкурса получил бы 30 тысяч рублей. Через некоторое время он пояснил, что это была шутка, и опубликовал свадебную фотографию невесты одного из блогеров, Михаила, назвав её «победителем».
Запись получила широкий резонанс и активное обсуждение в Интернете. На 7 декабря 2016 конфликт был исчерпан.
Рэперы Obladaet и Markul 30 ноября 2017 года выпустили EP Friends & Family, на котором первая же песня называется «Баста». Её содержание отсылает к серии заметных конфликтов Басты в социальных сетях и не только, в частности панчлайном: «В интернете ты опасный — я найду тебя, как Баста», а также говорится о планируемом достижении таких же успехов, как у Василия Вакуленко.

## Личная жизнь
С 12 июня 2009 года женат на Елене Пинской, две дочери: Мария (род. 3 декабря 2009) и Василиса (род. 21 января 2013). В настоящее время живёт в Москве, бывает в Ростове-на-Дону, где даёт концерты. Увлекается катанием на коньках, сноуборде. В интервью газете «Metro Москва» заявил, что его весьма привлекает кёрлинг: «Вот это тру труд!… Необычно, прикольно, весело и очень зрелищно».

## Телевидение
- Наставник проекта «Голос» в 4, 7, 9,11 и 13 сезонах на Первом канале.
- Член жюри проекта «Голос улиц» на телеканале Пятница!.
- Наставник проекта «Голос. Дети» в 5, 7, 8, 9 и 10 сезонах на Первом канале. В 7 сезоне подопечная Басты, Олеся Казаченко, победила в проекте. Баста стал Лучшим наставником 7 , 8 и 9 сезонов.
- Наставник шоу «Песни» на канале ТНТ.

## YouTube

### «Gazlive»
С 2017 по 2018 год совместно с Киевстонером был ведущим шоу «Gazlive», которое снималось в формате интервью и было вдохновлено каналом Юрия Дудя «вДудь». Отличалось «GazLive» от «вДудь» тем, что вопросы формировали в том числе и простые зрители. В 2018 году YouTube заблокировал все 16 выпусков за рекламу букмекеров.

### «Музыкалити»
С 2019 по 2022 год выходило шоу «Музыкалити». За столом собираются два популярных человека из сферы музыки, представляющих собой два разных поколения: в основном представители российской эстрады и рэперы, после чего им ставят пять композиций и они должны оценивать их по десятибалльной шкале и составлять топ-лист. До 2021 года шоу вёл Максим Галкин, после — Баста.

### «Вопрос ребром»
С 2019 года ведёт шоу «Вопрос ребром», в котором приглашает звёздного гостя и зрители из зала задают гостю провокационные острые вопросы. Шоу снимается в ресторанах Басты «Frank by Баста», в конце шоу зрители решают честен ли был гость или нет. В случае поражения гость оплачивает счёт за всех в ресторане, в случае победы счёт оплачивает Баста.

### «MC Taxi»
С 2022 года ведёт шоу «MC Taxi», в котором играет роль таксиста и развозит на машине известных людей, пока те исполняют вживую свои старые песни и презентуют новые.

## Дискография
| Год выпуска      | Имя                   | Название                   | Лейбл                                                                          | Комментарий                                                              |  |
| ---------------- | --------------------- | -------------------------- | ------------------------------------------------------------------------------ | ------------------------------------------------------------------------ |  |
| 1997             | Баста Хрю             | «Первый удар»              | Rap Records                                                                    | В составе «Психолирик».                                                  |  |
| 2000             | Баста Хрю             | «В полном действии»        | «Видеосервис»                                                                  | В составе «Объединённая Каста».                                          |  |
| 2000             | Баста                 | «Свободная Зона»           | «Ростов-на-Дону»                                                               | В составе проекта «Свободная Зона»                                       |  |
| 2001             | Баста Бастилио, Баста | «Свободная Зона (Часть 2)» | «Ростов-на-Дону»                                                               | В составе проекта «Свободная Зона»                                       |  |
| 2004             | Баста Бастилио        | «Южный Фронт»              |                                                                                |                                                                          |  |
| 2005             | Баста Бастилио        | «Баста Бастилио»           |                                                                                |                                                                          |  |
| 2006             | Баста                 | «Баста 1»                  | «Газгольдер-Рекорд», Студия «Монолит»                                          | Дополненное издание — 2006 год.                                          |  |
| 2007             | Баста                 | «Баста 2»                  | «Газгольдер-Рекорд», «Монолит-Рекордс», Moon Records                           |                                                                          |  |
| 2008             | Ноггано               | «Первый»                   | «Газгольдер-Рекорд», «Монолит», Moon Records                                   |                                                                          |  |
| 2009             | Ноггано               | «Тёплый»                   | «Газгольдер-Рекорд» Moon Records                                               |                                                                          |  |
| 2010             | Баста                 | «Баста 3»                  | «Газгольдер-Рекорд», Moon Records                                              |                                                                          |  |
| 2010             | Баста                 | «Баста/Гуф»                | «Газгольдер-Рекорд», Digital Records                                           | Совместный альбом с Гуфом.                                               |  |
| 2011             | N1NT3ND0              | N1NT3ND0                   | Gazgolder Records                                                              |                                                                          |  |
| 2012             | «ГлаЗ»                | «ГлаЗ»                     | —                                                                              | Неофициальный релиз — в 2011 году. Совместный сайд-проект с QП и 5 Плюх. |  |
| 2013             | Баста                 | «Баста 4»                  | Gazgolder Records                                                              |                                                                          |  |
| 2013             | Bratia Stereo         | «Bratia Stereo»            | Gazgolder                                                                      | В двух частях.                                                           |  |
| 2015             | Баста                 | «Баста / Смоки Мо»         | Gazgolder Records                                                              | Совместный альбом со Смоки Мо.                                           |  |
| 2016             | Баста                 | «Баста 5»                  | Gazgolder Records, United Music Group, «Национальное музыкальное Издательство» | В двух частях.                                                           |  |
| 2016             | Ноггано               | «Лакшери»                  | Gazgolder Records                                                              |                                                                          |  |
| 2019             | N1NT3ND0              | «Папа на рейве»            | Gazgolder Records                                                              |                                                                          |  |
| 2020             | Gorilla Zippo         | «Vol.1»                    | Gazgolder Records                                                              |                                                                          |  |
| 2020             | Баста                 | «Баста 40»                 | Gazgolder Records                                                              |                                                                          |  |
| 2020             | «ГлаЗ»                | «Не три»                   | —                                                                              | Совместный сайд-проект с QП и 5 Плюх.                                    |  |
| 2022             | Ноггано               | «Палец на отсечение»       | Gazgolder Records                                                              |                                                                          |  |
| 2024             | RABOCHIY GORODOK      | «LOMBARD»                  | Gazgolder Records                                                              | Дебютный альбом рэпкор проекта Басты                                     |  |
| 2024             | N1NT3ND0              | «Крёстный папа»            | Gazgolder Records                                                              |                                                                          |  |
| 2025 (ожидается) | Баста                 | «Баста/Гуф. Часть 2»       | «Газгольдер-Рекорд», Digital Records                                           | Совместный альбом с Гуфом.                                               |  |

## Фильмография
| Год  | Фильм                                     | Режиссёр  | Продюсер  | Сценарист | Композитор | Актёр     | Роль                                        |
| ---- | ----------------------------------------- | --------- | --------- | --------- | ---------- | --------- | ------------------------------------------- |
| 2007 | Гетто                                     |           |           |           |            | зелёная ✓ | Разные роли (дубляж)                        |
| 2008 | Чайный пьяница                            | зелёная ✓ | зелёная ✓ | зелёная ✓ |            | зелёная ✓ | Баста / Китайский мудрец                    |
| 2008 | Рвы                                       |           | зелёная ✓ | зелёная ✓ |            | зелёная ✓ | Ноггано (артист на концерте в психбольнице) |
| 2009 | Хип-хоп в России: от 1-го лица (серия 49) |           |           |           |            | зелёная ✓ | Играет самого себя                          |
| 2009 | 13 район: Ультиматум                      |           |           |           |            | зелёная ✓ | Только (дубляж)                             |
| 2012 | Настоящий рэп                             |           |           |           |            | зелёная ✓ | Играет самого себя                          |
| 2013 | Владимир Маяковский. Третий лишний        |           |           |           |            | зелёная ✓ | Камео                                       |
| 2013 | Весна во Флоренции                        |           |           |           | зелёная ✓  |           |                                             |
| 2013 | Как закалялся стайл (10 серия)            |           |           |           |            | зелёная ✓ | Иван Ли                                     |
| 2014 | Газгольдер                                |           |           |           | зелёная ✓  | зелёная ✓ | Играет самого себя                          |
| 2016 | Ке-ды                                     |           | зелёная ✓ |           | зелёная ✓  | зелёная ✓ | военком Баста                               |
| 2018 | Клубаре                                   |           |           |           | зелёная ✓  | зелёная ✓ |                                             |
| 2018 | BEEF: Русский хип-хоп                     |           |           |           |            | зелёная ✓ | Играет самого себя                          |
| 2022 | Молодой человек                           |           |           |           |            | зелёная ✓ | Играет самого себя                          |
| 2023 | Бит и Байт 2: Адские каникулы             |           |           |           |            | зелёная ✓ | Максим Николаевич                           |

### Саундтрек
| Год  | Фильм                                    | Песни из кинофильма | Из альбомов                                                       |
| ---- | ---------------------------------------- | --- | ----------------------------------------------------------------- |
| 2006 | «ЖАRA»                                   | «В городской суете» | Баста 1                                                           |
| 2008 | «Чайный пьяница»                         | «Чайный пьяница» «Раз и навсегда» | Баста 1 Баста 2                                                   |
| 2008 | «Рвы»                                    | «Бэйби-бой» «Птицы» «Болезнь» «Калифорния» | Баста 2 Первый — Тёплый                                           |
| 2008 | GTA 4 (видеоигра)                        | «Мама» | Баста 1                                                           |
| 2009 | «Путь»                                   | «Мама» | Баста 1                                                           |
| 2010 | «Нереальный кастинг»                     | «Кастинг» | Баста 3                                                           |
| 2010 | «Антикиллер Д.К: Любовь без памяти»      | «Любовь без памяти» | Баста 3                                                           |
| 2010 | «Пруха»                                  | «Урбан» «Обернись» при уч. «Город 312» | Баста 3 Баста 3                                                   |
| 2011 | «Выкрутасы»                              | «Жульбаны» при уч. «Крёстная семья» | Свежее мясо                                                       |
| 2011 | «Бабло»                                  | «Гив ми мани» | N1NT3ND0                                                          |
| 2011 | «Высоцкий. Спасибо, что живой»           | «Райские яблоки» | Баста 4                                                           |
| 2014 | «Новый Человек-паук. Высокое напряжение» | «Супергерой» | —                                                                 |
| 2014 | «Газгольдер»                             | «Russian Paradise» при уч. «АК-47» «Шутники» «Ayayay» при уч. Tony Tonite «Облака» «Заколоченное» при уч. Гуф «Я или ты» при уч. Тати «Криминал» при уч. Тати «This Is My Last Party» «Кастинг» | Третий N1NT3ND0 — Тёплый — Баста 4 N1NT3ND0 Bratia Stereo Баста 3 |
| 2015 | «Родина»                                 | «Там, где нас нет» | Баста 5                                                           |
| 2016 | «Ке-ды»                                  | «Партизан» «Слон» при уч. Аглая Шиловская «Дети капитана Гранта» «Я смотрю на небо» «Кастинг»                                                                                                   | Баста 5 — Лакшери Баста 5 Баста 3                                 |
| 2017 | «Притяжение»                             | «Ракета» при уч. L’One, Влади | —                                                                 |
| 2017 | «Я и Уда. Искупление»                    | «Мастер и Маргарита» при уч. Юна | —                                                                 |
| 2017 | «Улица»                                  | «Улица» | —                                                                 |
| 2017 | «Мифы»                                   | «Посмотри в глаза» при уч. Паулина Андреева | —                                                                 |
| 2019 | «Текст»                                  | «Страшно так жить» | —                                                                 |
| 2023 | «Слово пацана — Кровь на асфальте»       | «На заре» (Альянс cover) | —                                                                 |

## Награды и номинации
| Год  | Номинант                                  | Награда                                                                 | Результат |
| ---- | ----------------------------------------- | ----------------------------------------------------------------------- | --------- |
| 2008 | «Город дорог» (совместно с Centr)         | MTV Russia Music Awards — Лучший хип-хоп-исполнитель                    | Победа    |
| 2008 | Ноггано — «… насос»                       | MTV Russia Music Awards — Лучший исполнитель, вышедший из интернет-сети | Победа    |
| 2009 | Ноггано                                   | Премия Муз-ТВ 2009 — Лучший хип-хоп проект                              | Номинация |
| 2010 | «Тёплый»                                  | Russian Street Awards — Альбом года                                     | Победа    |
| 2010 | Баста — «Любовь без памяти»               | Russian Street Awards — Саундтрек года                                  | Победа    |
| 2010 | Баста — «Обернись» (при уч. «Город 312»)  | Премия Муз-ТВ 2010 — Песня года                                         | Победа    |
| 2010 | Баста                                     | Премия Муз-ТВ 2010 — Лучший хип-хоп проект                              | Номинация |
| 2010 | «Город 312» и Баста — «Обернись»          | Премия Муз-ТВ 2010 — Лучший дуэт                                        | Номинация |
| 2010 | «Тёплый»                                  | Премия Муз-ТВ 2010 — Лучший альбом                                      | Номинация |
| 2010 | Баста — «Обернись» (при уч. «Город 312»)  | Премия Муз-ТВ 2010 — Лучшее видео                                       | Номинация |
| 2011 | Баста — «Босанова»                        | Премия RU.TV 2011 — Лучший хип-хоп хит                                  | Номинация |
| 2011 | Баста                                     | Премия Муз-ТВ 2011 — Лучший хип-хоп проект                              | Номинация |
| 2011 | Баста и «Бумбокс» — «Солнца не видно»     | Премия Муз-ТВ 2011 — Лучший дуэт                                        | Номинация |
| 2012 | Баста                                     | Russian Urban Music Awards — в культуру                                 | Победа    |
| 2012 | Баста                                     | Премия Муз-ТВ 2012 — Лучший хип-хоп-проект                              | Номинация |
| 2012 | N1nt3nd0                                  | Журнал GQ: Люди года — Музыкант года                                    | Номинация |
| 2012 | Баста — «Райские яблоки»                  | Премия RU.TV 2012 — Лучший хип-хоп хит                                  | Номинация |
| 2013 | Баста                                     | Премия Муз-ТВ 2013 — Лучший хип-хоп-проект                              | Номинация |
| 2013 | Баста                                     | MTV Europe Music Awards — Лучший российский исполнитель                 | Номинация |
| 2014 | Баста                                     | Премия Муз-ТВ 2014 — Лучший хип-хоп проект                              | Номинация |
| 2015 | Баста                                     | Премия RU.TV 2015 — Лучший RnB проект                                   | Номинация |
| 2015 | Баста                                     | Премия Муз-ТВ 2015 — Лучший хип-хоп проект                              | Номинация |
| 2015 | Баста                                     | Российская национальная музыкальная премия — Лучший хип-хоп проект      | Победа    |
| 2016 | Баста — «Там, где нас нет» (OST «Родина») | Премия RU.TV 2016 — Лучший саундтрек                                    | Номинация |
| 2016 | Баста                                     | Премия RU.TV 2016 — Лучший Hip-Hop проект                               | Победа    |
| 2016 | Баста                                     | Премия Муз-ТВ 2016 — Лучший хип-хоп проект                              | Победа    |
| 2016 | Баста                                     | GQ: Люди года — Музыкант года                                           | Номинация |
| 2017 | Баста                                     | Премия RU.TV 2017 — Лучший Хип-Хоп проект                               | Номинация |
| 2017 | Баста                                     | Премия Муз-ТВ 2017 — Лучший хип-хоп проект                              | Номинация |
| 2017 | Баста и Полина Гагарина — «Голос»         | Премия Муз-ТВ 2017 — Лучший дуэт                                        | Номинация |
| 2017 | Баста — «Выпускной»                       | Премия Муз-ТВ 2017 — Лучшее видео                                       | Номинация |
| 2017 | Баста                                     | GQ: Люди года — Музыкант года                                           | Победа    |
| 2017 | Баста                                     | Пятая Реальная премия MusicBox — Хип-Хоп проект года                    | Победа    |
| 2017 | Баста — «Сансара»                         | Пятая Реальная премия MusicBox — Песня года                             | Номинация |
| 2017 | Баста — «Выпускной»                       | Премия Золотой Граммофон — 2017                                         | Победа    |
| 2017 | Баста                                     | Российская национальная музыкальная премия — Лучший хип-хоп проект      | Победа    |
| 2017 | Баста — Концерт в Олимпийском             | Российская национальная музыкальная премия — Концерт года               | Победа    |

## Команда
| Участник            | Занятие              |
| ------------------- | -------------------- |
| Раста aka БанКок    | Бэк-вокалист, диджей |
| КРП aka Купэ aka QП | Бэк-вокалист         |
| DJ Масло            | Диджей               |
| Юрий Волос aka Жора | Продюсер             |
| Анна Дворецкая      | Бэк-вокалистка       |